# Mistrzostwa Polski Par Klubowych na Żużlu 2006
Mistrzostwa Polski Par Klubowych (MPPK na Żużlu) – coroczny cykl turniejów mających wyłonić najlepszą parę klubową w Polsce. Para składa się z dwóch zawodników oraz jednego rezerwowego.
Do rozgrywek w sezonie 2006 przystąpiło 20 par klubowych. 19 drużyn walczyło w trzech półfinałach (w dwóch wystartowało 6 par, w jednym 7 par). Z każdego półfinału awans do finału uzyskały dwie najlepsze pary. Zapewnione miejsce w finale miała Polonia Bydgoszcz, która jest organizatorem finału. W myśl tradycji organizatorem finału MPPK jest drużynowy wicemistrz Polski z poprzedniego sezonu.
Zawody odbywały się według tabeli biegowej w zależności od ilości par (6 lub 7).
Tytułu najlepszej pary w Polsce broniła drużyna Marmy Polskie Folie Rzeszów.

## Półfinały

### Gorzów
Gorzów – 16 czerwca 2006
Awans do finału uzyskały dwie pary (tło niebieskie)
Na starcie nie zjawiła się para TŻ Sipma Lublin, która w 1/2 w Częstochowie wystartowała w miejsce rozwiązanej GKS Gwardii-Wybrzeża Gdańsk.
Sędziował: Józef Komakowski
NCD: 64,28 s Mariusz Węgrzyk w 1 biegu
| Miejsce | Para/Zawodnicy                                                   | Biegi                               | Razem  |
| 1       | Intar Lazur Ostrów                                               | Intar Lazur Ostrów                  | 20     |
| 1       | (3) Mariusz Węgrzyk (4) Tomasz Jędrzejak (14) Michał Szczepaniak | (3,0,-,2,3) (2,-,2,3) (1,3,1)       | 8 7 5  |
| 2       | RKM Rybnik                                                       | RKM Rybnik                          | 202    |
| 2       | (5) Roman Poważny (6) Roman Chromik (15) Wojciech Druchniak      | (3,2,2,3,0) (3,3,2,2) ns            | 10 ns  |
| 32      | Stal Gorzów Wielkopolski                                         | Stal Gorzów Wielkopolski            | 192    |
| 32      | (11) Piotr Paluch (12) Andrzej Głuchy (18) Michał Rajkowski      | (3,3,3,1,3) (w,-,-,-,-) (2,2,0,2)   | 13 0 6 |
| 42      | Marma Polskie Folie Rzeszów                                      | Marma Polskie Folie Rzeszów         | 122    |
| 42      | (9) Maciej Kuciapa (10) Karol Baran                              | (w,0,1,3,3) (t,1,0,2,2)             | 7 5    |
| 52      | Kolejarz Rawicz                                                  | Kolejarz Rawicz                     | 82     |
| 52      | (1) Bolesław Kułtucki (2) Krzysztof Nowacki (13) Adrian Płuska   | (1,1,-,1,1) (-,-,d,-,-) (0,3,0,1,d) | 4 0 4  |
| 62      | Orzeł Łódź                                                       | Orzeł Łódź                          | 82     |
| 62      | (7) Tomasz Zywertowski (8) Marcin Kozdraś                        | (1,2,1,0,0) (2,0,0,1,1)             | 4      |

### Częstochowa
Częstochowa – 16 czerwca 2006
Awans do finału uzyskały dwie pary (tło niebieskie)
W zawodach miała wystąpić drużyna GKS Gwardia-Wybrzeże Gdańsk, lecz klub nie występuje w rozgrywkach – zastąpiła ją drużyna TŻ Sipma Lublin
Sędziował: Leszek Demski (Ostrów Wielkopolski)
NCD: 65,36 s Sebastian Ułamek w 6 biegu
Widzów: ok. 1000
| Miejsce | Para/Zawodnicy                                                      | Biegi                             | Razem       |
| 1       | CKM Złomrex Włókniarz Częstochowa                                   | CKM Złomrex Włókniarz Częstochowa | 22          |
| 1       | (11) Sebastian Ułamek (12) Sławomir Drabik (18) Mateusz Szczepaniak | (2*,3,2*,-,3) (3,0,3,3,-) (2*,1)  | 10+2 9 3+1  |
| 22      | Atlas Wrocław                                                       | Atlas Wrocław                     | 182         |
| 22      | (3) Jarosław Hampel (4) Ronnie Jamroży                              | (1,2,3,3,3) (3,1*,0,1,1)          | 12 6+1      |
| 32      | PSŻ Milion Team Poznań                                              | PSŻ Milion Team Poznań            | 152         |
| 32      | (7) Adam Skórnicki (8) Andrzej Huszcza (16) Sławomir Dudek          | (1*,3,1,0,1) (2,2*,0,2,3) ns      | 6+1 9+1 ns  |
| 42      | TŻ Sipma Lublin                                                     | TŻ Sipma Lublin                   | 152         |
| 42      | (9) Daniel Jeleniewski (10) Jacek Rempała (17) Grzegorz Knapp       | (0,2*,2,1,0) (1,3,1*,3,2) ns      | 5+1 10+1 ns |
| 52      | ZKŻ Kronopol Zielona Góra                                           | ZKŻ Kronopol Zielona Góra         | 112         |
| 52      | (1) Zbigniew Suchecki (2) Marcin Nowaczyk (13) Grzegorz Zengota     | (2,0,3,2,2) (0,1,-,-,0) (1,0)     | 9 1         |
| 62      | GTŻ Grudziądz                                                       | GTŻ Grudziądz                     | 92          |
| 62      | (5) Dariusz Fijałkowski (6) Krystian Barański                       | (3,1,2,1,2) (0,0,0,0,0)           | 9 0         |

### Krosno
Krosno – 16 czerwca 2006
Awans do finału uzyskały dwie pary (tło niebieskie)
Na starcie nie zjawiła się drużyna Fular Gniezno (zastąpiła ją rezerwowa drużyna gospodarzy)
Sędziował: Piotr Lis z Lublina
Widzów: ok. 1000
NCD: 71,1 s Łukasz Szmid w 3 biegu
| Miejsce | Para/Zawodnicy                                                 | Biegi                         | Razem |
| 12      | Unia Leszno                                                    | Unia Leszno                   | 232   |
| 12      | (5) Robert Miśkowiak (6) Rafał Dobrucki                        | (3,1,2,2,2) (2,2,3,3,3)       | 10 13 |
| 22      | KSŻ Krosno                                                     | KSŻ Krosno                    | 192   |
| 22      | (11) Robert Wardzała (12) Łukasz Szmid                         | (2,1,3,0,2) (3,3,1,1,3)       | 8 11  |
| 32      | Adriana Toruń                                                  | Adriana Toruń                 | 162   |
| 32      | (7) Mariusz Puszakowski (8) Karol Ząbik                        | (d,2,w,1,1) (1,3,2,2,3)       | 5 11  |
| 42      | Unia Tarnów                                                    | Unia Tarnów                   | 122   |
| 42      | (3) Marcin Rempała (4) Paweł Hlib (14) Kamil Zieliński         | (3,0,1,-,-) (t,2,2,3,1) (0,0) | 4 8 0 |
| 42      | Kolejarz Opole                                                 | Kolejarz Opole                | 102   |
| 42      | (1) Tomasz Schmidt (2) Łukasz Kasperek                         | (2,t,0,3,1) (1,1,1,1,d)       | 6 4   |
| 62      | KSŻ Krosno II (rezerwa toru)                                   | KSŻ Krosno II (rezerwa toru)  | 112   |
| 62      | (9) Tomasz Łukaszewicz (10) Daniel Bienia (17) Krzysztof Bęben | (1,3,3,2,2) (0,-,0,-,0) (0,0) | 11 0  |

## Finał
W finale wystąpiły oprócz organizatora (Budlex Polonii Bydgoszcz) po dwa zespoły z każdego półfinału.
- Finał miał zostać rozegrany 6 sierpnia, jednak z uwagi na opady deszczu zawody odwołano. Termin wyznaczono na 2 września. Tego dnia jednak w Bydgoszczy odbywał się mecz piłkarski pomiędzy Polską a Finlandią w ramach eliminacji Euro 2008. Organizator po sugestii kibiców zaproponował GKSŻ rozegranie zawodów dzień wcześniej.
- W barwach gospodarzy wystąpił obcokrajowiec Andreas Jonsson. Regulamin dopuszczał możliwość startów obcokrajowców w zawodach MPPK, jednak działacze innych klubów byli temu przeciwni, przede wszystkim z uwagi na to, że Szwed nie został zgłoszony do startu na 6 sierpnia (tego dnia wygrał Indywidualne Mistrzostwa Szwecji.

Bydgoszcz – 1 września 2006 (piątek) 18:00
- Sędzia: Leszek Demski (Ostrów Wielkopolski)
- NCD: 64,64 s – Piotr Świderski w biegu 14.
- Widzów: 3 tys.

| Miejsce | Para/Zawodnicy                                                            | Biegi                                | Razem        |
| 12      | Złomrex Włókniarz Częstochowa                                             | Złomrex Włókniarz Częstochowa        | 292          |
| 12      | (11) Sebastian Ułamek (12) Sławomir Drabik (20) Mateusz Szczepaniak       | (2*,2*,3,3,3,3,) (3,3,2*,2*,2*,1) ns | 16+2 13+3 ns |
| 22      | Budlex Polonia Bydgoszcz                                                  | Budlex Polonia Bydgoszcz             | 232          |
| 22      | (1) Piotr Protasiewicz (2) Andreas Jonsson (15) Robert Kościecha          | (2*,3,1,1,3,2*) (3,2*,3,0,-,3) (0)   | 12+2 11+1 0  |
| 32      | RKM Rybnik                                                                | RKM Rybnik                           | 182          |
| 32      | (9) Roman Poważny (10) Roman Chromik (19) Patryk Pawlaszczyk              | (1,1*,3,3,1*,1*) (0,2,0,2*,2,2) ns   | 10+3 8+1 ns  |
| 42      | Atlas Wrocław                                                             | Atlas Wrocław                        | 162          |
| 42      | (13) Tomasz Gapiński (14) Piotr Świderski (21) –                          | (1,0,1*,2*,2,0) (0,1,2,3,1*,3) -     | 6+2 10+1 -   |
| 52      | Intar Lazur Ostrów                                                        | Intar Lazur Ostrów                   | 152          |
| 52      | (8) Mariusz Węgrzyk (9) Michał Szczepaniak (18) Marcin Liberski           | (u/w,3,3,0,1,2) (3,0,2*,1,0,0) ns    | 9 6+1 ns     |
| 62      | Unia Leszno                                                               | Unia Leszno                          | 152          |
| 62      | (5) Rafał Dobrucki (6) Krzysztof Kasprzak (17) Damian Baliński (ur. 1977) | (2,3,2,1,3,0) (1,w,0,-,-,3) (0,0)    | 11 4 0       |
| 72      | KSŻ Krosno                                                                | KSŻ Krosno                           | 102          |
| 72      | (3) Rafał Trojanowski (4) Robert Wardzała (16) Janusz Ślączka             | (1,2,0,1,1,1*) (0,1,1,0,0,2) ns      | 6+1 4 ns     |